# Lucas Horvat
Lucas Mario Horvat (Buenos Aires, 13 ottobre 1985) è un ex calciatore argentino naturalizzato sloveno, di ruolo centrocampista.

## Carriera

### Club
Ha giocato nella massima serie dei campionati sloveno, azero e kazako.

### Nazionale
A seguito della naturalizzazione, nel 2006 ha giocato una partita con la nazionale slovena Under-21.